# Alvin Hansen

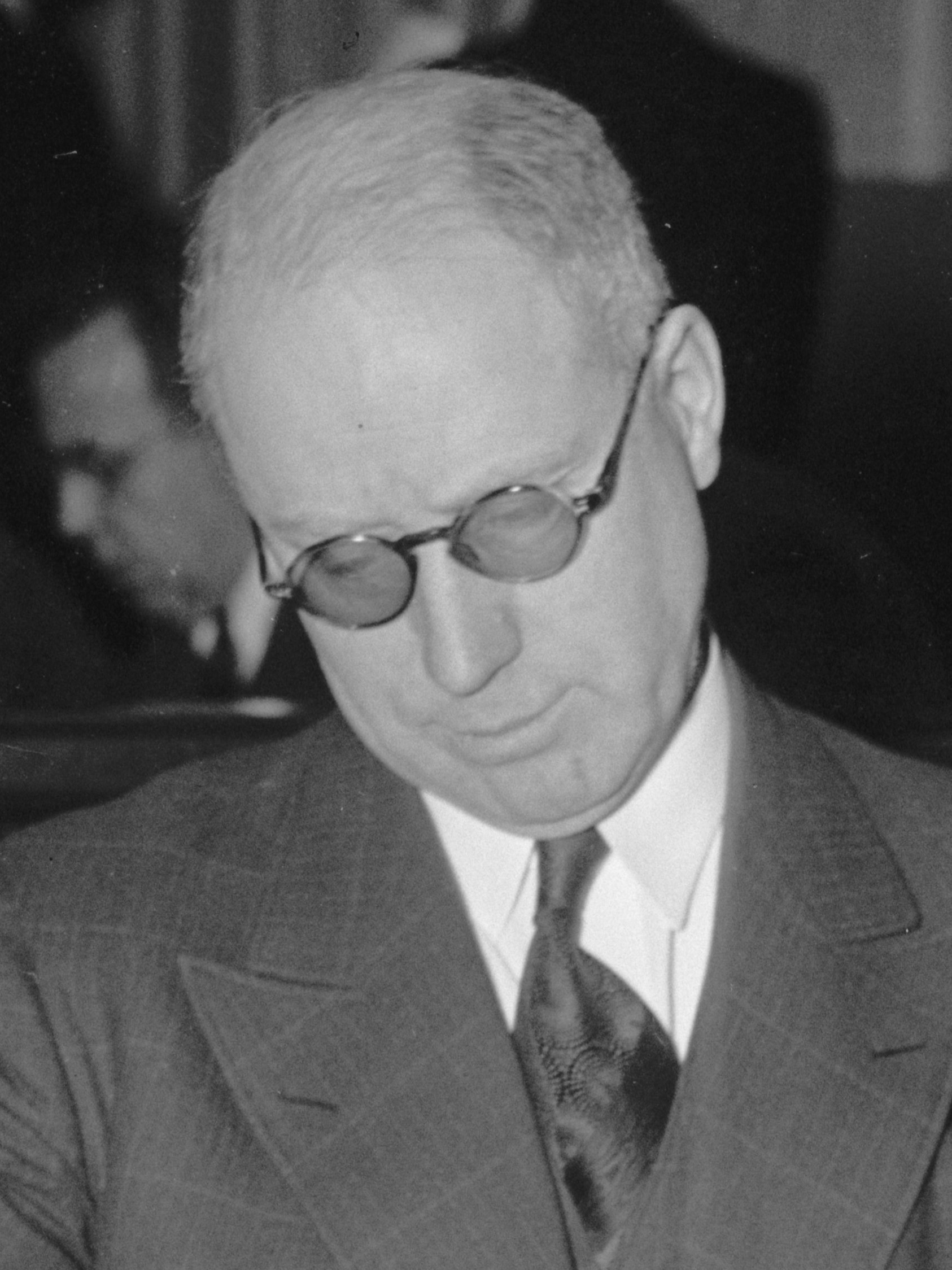
Alvin Hansen en 1938

Alvin Harvey Hansen (23 de agosto de 1887, Viborg, Dakota del Sur - Alexandria, Virginia, 6 de junio de 1975) fue un economista y profesor norteamericano que desarrolló las ideas de John Maynard Keynes en Estados Unidos y ejerció como asesor especial de los organismos económicos de mayor rango de su país.

## Estudios y carrera académica
Licenciado del Yankton College de Dakota del Sur en 1910, trabajó como educador y luego estudió en la Universidad de Wisconsin-Madison donde obtuvo el doctorado en Economía en 1918. Luego fue profesor de la Universidad Brown y de la Universidad de Minnesota. Durante este período sus trabajos aún se inscribían dentro de las concepciones económicas neoclásicas. En 1937 fue nombrado profesor de economía política de la Universidad de Harvard, donde se acercó a la teoría keynesiana. Su seminario sobre la política presupuestaria contó con estudiantes como Paul Samuelson y James Tobin, que más tarde popularizaron las teorías de Keynes. El libro de Hansen Política Fiscal y Ciclo Económico (1941) fue la primera obra académica importante que aceptaba el análisis keynesiano de la Gran Depresión y apoyó las actividades de inversión pública, en Estados Unidos. Hansen fue vicepresidente de la American Statistical Association y presidente de la American Economic Association.

## Asesor de Roosevelt y de Truman
Durante las administraciones de los presidentes Roosevelt y Truman, Hansen tuvo un importante papel en el diseño de las políticas económicas, fue miembro de numerosas comisiones gubernamentales y consultor de la Reserva Federal, del Departamento del Tesoro de los Estados Unidos y de la Mesa de Planificación de los Recursos Nacionales. En 1935 participó en la creación del sistema de seguridad social estadounidense y en 1946 fue uno de los redactores de la Full Employment Act que entre otras cosas, creó el Consejo de Asesores Económicos.

## Pensamiento económico
La contribución más destacada de Hansen a la teoría económica fue la elaboración conjunta con John Hicks, del llamado Modelo IS-LM, también conocido como Síntesis de Hicks-Hansen. Este esquema representa las relaciones entre la inversión-ahorro (IS) y la oferta monetaria (LM) y se utiliza para ilustrar como las políticas monetarias y presupuestarias pueden influir sobre el PIB. 
El libro de Hansen de 1938, Full Recovery or Stagnation basado en la Teoría General de Keynes, sostiene la tesis de un estancamiento del crecimiento y del empleo si no se produce una intervención económica del estado para estimular la demanda.
Hansen presentó pruebas en sucesivas ocasiones ante el Congreso para oponerse a la utilización del desempleo como principal medio de luchar contra la inflación. Pensaba en cambio que la inflación podría ser controlada por variaciones de los tipos de interés imposición y por la oferta de moneda así como por controles de los precios y salarios.
Últimamente, las teorías del estancamiento económico han llegado a estar más asociadas con las ideas de Hansen que con las de Keynes.[cita requerida]

## Ciclo económico
Para Hansen existen ciclos económicos estables e inestables. La inestabilidad se produce por desplazamientos debidos a choques externos. Destaca el hecho observado de que un descenso de la producción no origina desinversión pero el aumento de renta o producción sí origina nuevas inversiones. Considera que el análisis del ciclo económico tiene que contemplar el progreso técnico, el mercado monetario y las expectativas o valor esperado.

## Obra
Artículos
- "Shifting the War Burden" with L.H. Haney, 1921, AER
- "Cycles of Strikes", 1921, AER
- Business Cycle Theory, 1927.
- "A Fundamental Error in Keynes's Treatise", 1932, AER
- "Mr. Keynes on Underemployment Equilibrium", 1936, JPE
- "Economic Progress and Declining Population Growth", 1939, AER
- Fiscal Policy and Business Cycles, 1941.
- "Some Notes on Terborgh's "The Bogey of Economic Maturity"", 1946, REStat
- "Dr. Burns on Keynesian Economics", 1947, RES
- "The General Theory", 1947, in Harris, editor, New Economics
- "Keynes on Economic Policy", 1947, in Harris, editor, New Economics
- "The Pigouvian Effect", 1951, JPE.

Libros principales
- Economic Stabilisation in an Unbalanced World, 1932.
- Full Recovery or Stagnation?, 1938.
- Economic Policy and Full Employment, 1946.
- Monetary Theory and Fiscal Policy, 1949.
- A Guide to Keynes, 1953. Guía de Keynes; traducción de Martha Chávez y Héctor Hernández; México: Fondo de Cultura Económica, 1957.
- The Dollar and the International Monetary System, 1965.